# Natoo
Cet article possède un paronyme, voir Nato.
Natoo, née le 8 février 1985 à Paris, est une vidéaste web, humoriste, chanteuse et actrice française. Elle a fait partie du Studio Bagel, du Latte Chaud ainsi que de Golden Moustache.
Elle crée une chaîne YouTube en 2011, qui compte 5,18 millions d'abonnés en juillet 2025. En 2015, elle publie Icônne, un faux magazine de mode humoristique et sort un no 2 en fin novembre 2020. En 2015 et 2017, elle double dans les films d'animations Bob l'éponge, le film : Un héros sort de l'eau et Lego Batman, le film. En 2016, elle lance sa ligne de bijoux de fantaisie nommée « Joyau magique ». Cette dernière est fermée en 2021. En 2023, elle incarne la policière Mona dans AKA, deuxième long-métrage français le plus visionné dans le monde sur Netflix.

## Biographie

### Enfance, études et débuts professionnels dans la police
D'origine polonaise, Nathalie Odzierejko naît le 8 février 1985 à Paris. Elle est élevée par sa mère, salariée de Pôle emploi et n'a pas vécu avec son père biologique.
En 2003, après avoir obtenu son baccalauréat, elle intègre l'université Sorbonne-Paris-Nord afin d'étudier en filière STAPS sur le campus de Bobigny et envisage une carrière comme professeure d'EPS avant d'y renoncer au bout d'un an.
En 2007, elle entre dans la police. Elle officie dans les brigades de nuit des commissariats de Draveil et de Vigneux-sur-Seine dans l'Essonne.

### Carrière
Elle découvre YouTube en 2010 et s'y lance en mars 2011 sous le pseudonyme « Natoo ». Elle quitte la police en 2012, souhaitant désormais vivre de ses vidéos humoristiques.
Après avoir rejoint le Studio Bagel en 2012, Natoo fait régulièrement des apparitions dans Le Dézapping du Before, dans Le Before du Grand Journal, sur Canal+ jusqu'en 2015.
Elle publie en 2015 un livre satirique de la presse féminine, baptisé Icônne, vendu à plus de 300 000 exemplaires. Elle publie une suite, Icônne - numéro 2, en 2020,.
Le 24 décembre 2015, Natoo atteint, sur sa chaîne; deux millions d'abonnés. Elle crée ensuite une chaîne secondaire du nom de Le petit monde d'Églandine où elle parodie les vidéos des YouTubeuses beauté. Elle apparaît dans deux clips musicaux : I don't love rock n roll de Queen Mimosa 3 avec Bertrand Chameroy et Mr Poulpe le 14 février 2016 puis dans Strong and beautiful de Superbus fin avril en tant que maîtresse d'arts martiaux. Puis pour clore l'année 2016, elle dépasse les 3 millions d'abonnés au début du mois de décembre.
Le 2 mai 2016, elle lance sa propre marque de bijoux nommée Joyau magique composée de broches, de bijoux, mais également de vêtements, tous à l'effigie de stars, de ses chiens ou de licornes.
En 2017, la série Presque adultes, de dix épisodes de six minutes, avec Norman et Cyprien, est annoncée, avec une diffusion sur TF1 pour juillet 2017. Début 2019, Natoo apparaît dans la série Sam, diffusée sur TF1.
Durant l'été 2022, elle participe à la première saison du jeu Les Traîtres sur M6.
En 2023, elle ouvre un café-salon de coiffure, Mousse dans le Marais.
En 2024, elle participe à l'émission Danse avec les Stars d'Internet, elle termine deuxième face à Domingo.

### Vie privée
Natoo est en couple avec Marc Jarousseau, alias Kemar, jusqu'en avril 2018.

## Polémique
Le 21 juin 2018, en partenariat avec la région Île-de-France, elle publie une vidéo destinée à faire connaître l'iPass contraception[Quoi ?]. Cette vidéo crée une vaste polémique, l'illustrateur des séquences animées étant Alexis Koleszar, un proche de l'extrême droite travaillant entre autres pour Alain Soral et auteur de diverses publications à caractère misogyne.

## Discographie

### Singles
- 2016 : Je sais pas danser
- 2017 : Cathy Paris (feat. Kemar)
- 2019 : Swipe
- 2020 : Dwerk

### Clips musicaux
- 2014 : La chanson des licornes
- 2015 : La chanson de l'humour
- 2016 : I don't love rock n roll de Queen Mimosa 3
- 2016 : Strong and Beautiful de Superbus : Maîtresse d'arts martiaux
- 2016 : Friendzone de Norman Thavaud : Copine du clip
- 2016 : Je sais pas danser !
- 2017 : Cathy Paris
- 2017 : Overwatch Rap Battle de Squeezie
- 2019 : Swipe
- 2024 : la music de l'evrest feat Inoxtag

## Filmographie

### Longs-métrages
- 2017 : Le Manoir de Tony Datis : Nadine
- 2017 : Sharknado 5: Global Swarming d'Anthony C. Ferrante : une touriste à Rome
- 2017 : Les nouvelles aventures de Cendrillon de Lionel Steketee : la fille avec la ceinture de chasteté
- 2020 : True Story de Ludoc
- 2023 : AKA de Morgan S.Dalibert : Mona
- 2024 : Challenger de Varante Soudjian : la cousine de Jacquet

### Courts-métrages
- 2013 : Zlatan de Pascal Sid et Julien Lacombe : elle-même
- 2015 : Technophobe de Cyprien Iov : Amie d'Arthur
- 2016 : Interdit à bord du Studio Bagel : Passagère
- 2016 : The Mission Square de Raphaël Descraques : Agent secret

### Doublage
- 2015 : Bob l'éponge, le film : Un héros sort de l'eau de Paul Tibbitt : la mouette femelle
- 2017 : Lego Batman, le film de Chris McKay : Barbara Gordon / Batgirl[18]

### Séries télévisées
- 2017 : Presque adultes : elle-même
- 2019 : Sam : Samia
- 2020 : Jusqu'à l'aube : elle-même (saison 1, épisode 2 : La Dame blanche)
- 2020 : True Story : elle-même
- 2022 : Stéréo club

### Podcasts audio
- 2020 : Sara : Hélène

### Télévision
- 2023 : Un gars, une fille (au pluriel) - TF1
- 2024 : Top Gear France saison 9

### Documentaire
- 2023 : Retiens ton souffle, réalisé par David Fontao avec Natoo et Arthur Guérin-Boëri

## Émissions

### Participations
- 2022 : Les Traîtres sur M6
- 2024 : Danse avec les stars d'Internet sur TF1 et Twitch
- 2024 : Une famille en or sur TF1
- 2025 : Drag Race All Stars sur France tv

## Publications
- Icônne : le livre qui se prend pour un magazine, Neuilly-sur-Seine, Éditions Privé, 2015, 127 p. (ISBN 978-2-35076-144-2)
- Collectif, Disquette (BD), Marcinelle/Paris, Éditions Dupuis, 2015, 80 p. (ISBN 978-2-8001-6532-5)
- Icônne : le livre qui se prend pour un magazine 2, Neuilly-sur-Seine, Michel Lafon, 2020

## Distinctions
| Année | Cérémonie         | Travail nommé          | Récompense        | Résultat   |
| ----- | ----------------- | ---------------------- | ----------------- | ---------- |
| 2014  | Web Comedy Awards | Natoo - Les Gens sales | Sketch solo       | Nomination |
| 2014  | Web Comedy Awards | Elle-même              | Format très court | Nomination |
| 2014  | Web Comedy Awards | Elle-même              | Artiste féminin   | Nomination |
| 2022  | ForYouAwards      | Elle-même              | ForYou d'Or       | Nomination |